# 腹直肌分離

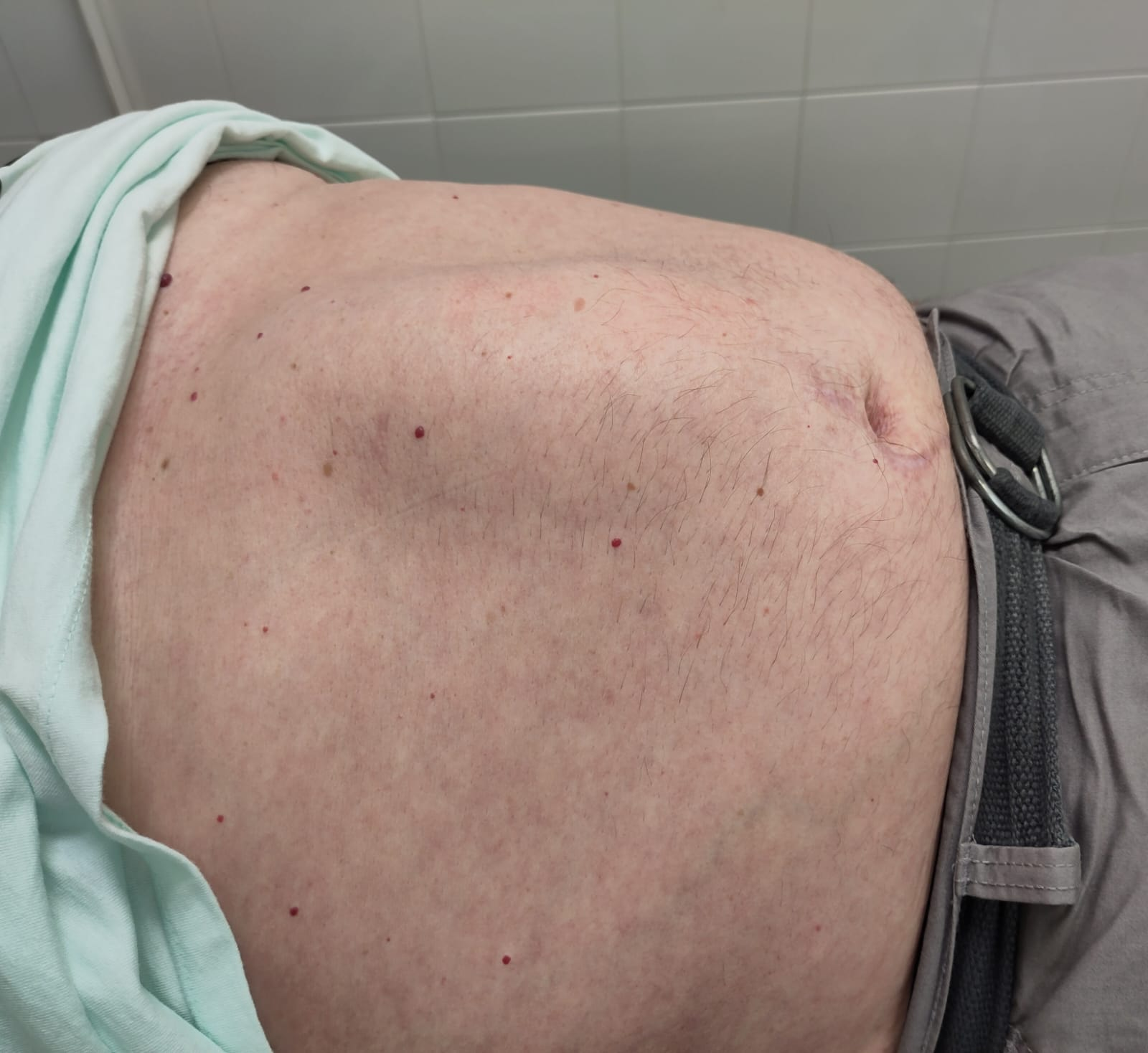

腹直肌分離（Diastasis recti）是描述兩側腹直肌之間距離超過約2公分的情形。正常來說，兩片腹直肌之間有一條稱為腹白線的結締組織，為腹橫肌、腹內斜肌，及腹外斜肌的肌腱膜附著處。。腹直肌分離的患者即是腹白膜被撐開所致，該情形並無致死性。
這種情形常見於嬰兒及孕婦身上，但也有可能發生於一般成年女性及男性身上。嬰兒患者最常見於早產兒，由於新生兒的腹直肌尚未發育完全，有些孩童的腹直肌中線尚未癒合。此外，孕婦的腹白線也會因為子宮膨大而出現生理性的腹直肌分離，甚至從腹壁表面就可以看到子宮從白線膨出，一般來說在生產後即會復原。病理性的腹直肌分離則常出現於中年女性及高產次婦女。
腹直肌分離除了造成美觀上的問題外，目前並沒有跟任何疾病或發育問題相關。成人可以進行手術治療，但兒童並不建議。